# 이케다 기쿠나에
이케다 기쿠나에(일본어: 池田 菊苗, 1864년 10월 8일 ~ 1936년 5월 3일)는 일본 제국의 화학자이다.
도쿄 제국대학 이학부 화학과 교수를 역임했고, ‘일본의 10대 발명’ 가운데 하나라고 하는 우마미 성분인 L-글루탐산 나트륨의 발견자로도 알려져 있다.

## 상훈
- 1891년(메이지 24년) 12월 21일 : 종7위[2]
- 1903년(메이지 36년) 12월 26일 : 훈6등 서보장[3]
- 1904년(메이지 37년) 2월 10일 : 종5위[4]
- 1912년(다이쇼 원년) 12월 18일 : 훈3등 서보장[5]

## 참고 문헌
- (일본어) 『「うま味」を発見した男 ―小説・池田菊苗』 - 우에야마 아키히로 저, Kindle판(초고 : PHP 연구소, 2011년)

## 같이 보기
- 아지노모도